# Bronisław Huberman
Bronisław Huberman (n. 19 decembrie 1882 - d. 16 iunie 1947) a fost un violonist polonez de origine evreiască. A fost cunoscut pentru interpretările sale personale și individualiste și a fost lăudat pentru culoarea tonului, expresivitate și flexibilitate. Vioara Gibson ex-Huberman Stradivarius care îi poartă numele a fost furată de două ori și recuperată doar o dată în perioada în care s-a aflat în posesia acestui instrument.

## Biografie
Huberman s-a născut în Częstochowa, Polonia. În tinerețe a fost elevul lui Mieczyslaw Michalowicz și al lui Maurycy Rosen la Conservatorul din Varșovia, al lui Isidor Lotto la Paris iar în 1892 a studiat la Berlin sub îndrumarea lui Joseph Joachim. Deși avea doar zece ani, l-a uimit pe Joachim cu interpretarea unor lucări ale compozitorilor Louis Spohr, Henri Vieuxtemps și pentru transcripția unei nocturne de Frederic Chopin. Cu toate acestea cei doi nu s-au înțeles bine iar după ce Huberman a împlinit 14 ani nu a mai luat lecții. În 1893 a realizat turnee în Olanda și Belgia ca un interpret virtuoz. În această perioadă compozitorul Arthur Rubinstein, la vremea respectivă în vârstă de șase ani, a asistat la unul din concertele lui Huberman. Părinții lui Rubinstein l-au invitat pe Huberman la ei acasă iar cei doi vor lega o prietenie de o viață. În 1896 a interpretat concertul pentru vioară a lui Johannes Brahms în prezența compozitorului, care a fost uimit de calitatea interpretării sale.
S-a căsătorit cu actrița germană Elza Galafrés (descrisă și ca balerină și cântăreață). Au avut un copil, Johannes, dar căsătoria nu a durat mult. Ea l-a cunoscut mai târziu pe compozitorul și pianistul maghiar Ernő Dohnányi dar nici Huberman nici soția de atunci a lui Dohnányi nu au fost de acord cu divorțul. Elza și Dohnányi au făcut totuși un copil în afara căsătoriei în 1917 iar în 1919, după ce Huberman a fost de acord cu divorțul, s-a căsătorit cu Dohnányi iar cei doi l-au adoptat mai târziu pe fiul lui Huberman, Johannes.
În anii 1920 și la începutul anilor 1930 Huberman a realizat turnee în Europa și America de Nord împreună cu pianistul Siegfried Schultze și a interpretat pe multe scene celebre precum Carnegie Hall din New York, Scala din Milano, Musikverein din Viena sau Konzerthaus din Berlin. În această perioadă duetul Huberman-Schultze era frecvent invitat de casele regale europene pentru interpretări. Multe înregistrări ale acestor artiști au fost realizate în această perioadă la "Berliner Rundfunk" însă au fost distruse în perioada războiului.
În 1937, cu un an înainte de Anschluss, Huberman a părăsit Viena pentru a se refugia în Elveția. În anul următor cariera sa aproape a luat sfârșit din cauza unui accident de avion suferit în Sumatra în urma căruia și-a fracturat încheietura și două degete ale mâinii stângi. După o reantrenare intensă și dureroasă a fost capabil să reia interpretările. La izbucnirea celui de-Al Doilea Război Mondial Huberman se afla în turneu în Africa de Sud și nu a fost capabil să se întoarcă la casa sa din Elveția decât după război. La puțin timp după aceea s-a îmbolnăvit din cauza epuizării și niciodată nu și-a recăpătat puterile. A murit în Corsier-sur-Vevey, Elveția pe 16 iunie 1947 la vârsta de 64 de ani.

## Orchestra Filarmonicii Palestiniene
În 1929 Huberman a vizitat pentru prima dată Palestina și și-a dezvoltat viziunea pentru implementarea muzicii clasice în Tărâmul Făgăduinței. În 1933, în timpul ascensiunii la putere a naziștilor, Huberman a refuzat invitațiile din partea lui Wilhelm Furtwängler pentru a se întoarce pentru a propvădui o "pace muzicală" în schimb a redactat o scrisoare deschisă intelectualilor germani invitându-i să-și amintească valorile lor esențiale. În 1936 Huberman a fondat Orchestra Filarmonicii Palestiniene care a susținut primul concert pe 26 decembrie sub bagheta lui Arturo Toscanini. La întemeierea statului Israel în 1948 orchestra a fost redenumită Orchestra Filarmonicii Israeliene.

## Furtul viorii Stradivarius
Înainte de 1936 principala vioară de concert a lui Huberman a fost o vioară "Gibson" Stradivarius din 1713, denumită astfel după unul din posesorii ei precedenți, violonistul englez George Alfred Gibson. În 1919 a fost furată din camera de hotel a lui Huberman din Viena dar a fost recuperată și returnată de poliție după trei zile. A doua oară a fost furată în New York City. Pe 28 februarie 1936, în timp ce susținea un concert la Carnegie Hall, Huberman a schimbat vioara Stradivarius "Gibson" cu noua sa vioară Guarnerius, lăsănd vioara Stradivarius în vestiar în timpul pauzei. Aceasta a fost furată de muzicianul de club Julian Altman care a păstrat-o aproape o jumătate de secol. Compania de asigurări a lui Huberman, Lloyd's of London, l-au despăgubit cu 36.000 $ în 1936.
Altman va deveni violonist în Orchestra Simfonică Națională din Washington D.C., interpretând practic cu vioara Stradivarius furată timp de mulți ani. În 1985 Altman, aflat pe patul de moarte, a recunoscut soției sale, Marcelle Hall, că el a furat vioara. Doi ani mai târziu ea a returnat vioara companiei Lloyd's și a primit recompensa de 263.000 $. Instrumentul a fost restaurat timp de nouă luni în Londra iar în 1988 Lloyd's a vândut-o cu 1,2 milioane $ violonistului englez Norbert Brainin. În octombrie 2001 violonistul american Joshua Bell a cumpărat-o cu 4 milioane de dolari.